# Silo asztúriai király
Silo (Pravia, 8. század –‎ Pravia, 783) asztúriai király (774-től haláláig). 

## Élete
Származásáról csak annyit tudunk, hogy előkelő, nemes személyként élt a Kantábriai-házból származó I. (Katolikus) Alfonz (693 – 757) király udvarában. Lehetséges, hogy a királyi család egyik hozzátartozójának a fia volt, de az is lehet, hogy az Omajjád-dinasztiából származó I. Abd Al-Rahmán (731 – 788), córdobai emírnek volt a rokona. Feleségül vette Adosindát (? – ?), I. Alfonznak és feleségének, Ermesindának a leányát. 774-ben került hatalomra (van olyan forrás, amely szerint elődjének, Aureliónak (? – 774) az elűzésével). A királyság székhelyét Cangas de Onísból Praviába helyezte át. A córdobai móroktól csak „megvásárolni” tudta a békét. Akárcsak elődje, az ő uralma alatt is állandósuló belharcok jellemezték a királyság életét. 783-ban halt meg, Mauregato (? – 788), I. Alfonz házasságon kívül született fia lett az utóda, aki erővel ragadta magához a hatalmat. Silo törvényes leszármazójáról nincs tudomásunk.